# Distaplia systematica
Distaplia systematica is een zakpijpensoort uit de familie van de Holozoidae. De wetenschappelijke naam van de soort is voor het eerst geldig gepubliceerd in 1958 door Tokioka.